# Układ łańcuchowy
Układ łańcuchowy – pojęcie związane z robotami mobilnymi, oznacza sposób na przedstawienie zależności pomiędzy położeniem i orientacją robota w przestrzeni, a sygnałami sterującymi. Wzór na układ łańcuchowy używany jest m.in. w algorytmie sterowania sinusoidalnego.

## Definicja
Układem łańcuchowym nazywa się układ równań różniczkowych w postaci:
{\displaystyle {\frac {dx_{1}}{dt}}=u_{1}}
{\displaystyle {\frac {dx_{2}}{dt}}=u_{2}}
{\displaystyle {\frac {dx_{3}}{dt}}=x_{2}u_{1}}
{\displaystyle {\frac {dx_{4}}{dt}}=x_{3}u_{1}}
...
{\displaystyle {\frac {dx_{n}}{dt}}=x_{n-1}u_{1}}
Układ taki ma {\displaystyle n} zmiennych i dwa sterowania, za pomocą których należy ustawić wszystkie zmienne na określonych pozycjach. Powyższe równania można także przedstawić jako układ bezdryfowy:
{\displaystyle {\frac {dx}{dt}}=g(x)u,}
gdzie:
{\displaystyle g_{1}(x)={\begin{bmatrix}1\\0\\x_{2}\\.\\.\\x_{n-1}\end{bmatrix}},} {\displaystyle g_{2}(x)={\begin{bmatrix}0\\1\\0\\.\\.\\0\end{bmatrix}}.}

## Przykład
Istnieje nieliniowy układ dynamiczny przedstawiony jako układ równań (*)
{\displaystyle {\frac {dx}{dt}}=u_{1}\cos \theta }
{\displaystyle {\frac {dy}{dt}}=u_{1}\sin \theta }
{\displaystyle {\frac {d\phi }{dt}}=u_{2}}
{\displaystyle {\frac {d\theta }{dt}}=u_{1}\operatorname {tg} \phi .}
Na początku należy wyznaczyć przybliżenie liniowe funkcji {\displaystyle \sin ,\cos ,\operatorname {tg} } stosując wzór:
{\displaystyle f(x)\approx f(x_{0})+{\frac {\partial f(x_{0})}{\partial x}}(x-x_{0}).}
W ten sposób otrzymuje się:
{\displaystyle \sin \theta =\theta ,}
{\displaystyle \cos \theta =1,}
{\displaystyle \operatorname {tg} \phi =\phi ,}
a po podstawieniu do (*):
{\displaystyle {\frac {dx}{dt}}=u_{1}}
{\displaystyle {\frac {dy}{dt}}=u_{1}\theta }
{\displaystyle {\frac {d\phi }{dt}}=u_{2}}
{\displaystyle {\frac {d\theta }{dt}}=u_{1}\phi .}
Na podstawie otrzymanego układu równań tworzone są nowe zmienne {\displaystyle x_{i},} które po zróżniczkowaniu dadzą układ łańcuchowy.
{\displaystyle x_{1}=x,}
{\displaystyle x_{2}=\phi ,}
{\displaystyle x_{3}=\theta ,}
{\displaystyle x_{4}=y,}
{\displaystyle {\frac {dx_{1}}{dt}}={\frac {dx}{dt}}=u_{1},}
{\displaystyle {\frac {dx_{2}}{dt}}={\frac {d\phi }{dt}}=u_{2},}
{\displaystyle {\frac {dx_{3}}{dt}}={\frac {d\theta }{dt}}=\phi *u_{1}=x_{2}*u_{1},}
{\displaystyle {\frac {dx_{4}}{dt}}={\frac {dy}{dt}}=\theta *u_{1}=x_{3}*u_{1}.}
W ten oto sposób otrzymany został układ łańcuchowy, którym można sterować (o ile jest sterowalny, patrz nawiasy Liego) za pomocą sygnałów wyznaczonych w algorytmie sterowania sinusoidalnego itp.